# State House (Kenia)

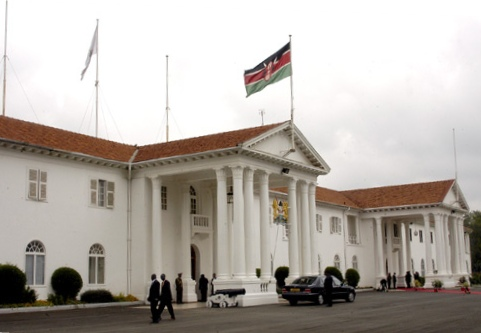
State House

Das State House ist die offizielle Residenz des Präsidenten von Kenia in Nairobi. Es war die Residenz des Premierministers von Kenia von der Unabhängigkeit bis zur Umwandlung Kenias (12. Dezember 1963) in eine Republik (12. Dezember 1964). Da die Position des Premierministers abgeschafft wurde, ist es seither die offizielle Residenz des Präsidenten.
Das State House in Nairobi steht auf einem 3 Quadratkilometer großen Grundstück. Es ist eine 10-minütige Fahrt vom Stadtzentrum entfernt. Außer in Nairobi gibt es weitere State Houses in Mombasa und Nakuru.

## Geschichte
Vor dem Bau des Government House in Nairobi befand sich die erste Gouverneursresidenz im Government House in Mombasa, das 1879 errichtet wurde. Das Government House in Nairobi, das heutige State House, wurde 1907 in Nairobi gebaut, um als offizielle Residenz des Gouverneurs von Britisch-Ostafrika zu dienen, als Kenia noch eine Kolonie innerhalb des Britischen Empire war. Der Gouverneur erledigte seine offiziellen Aufgaben im alten Büro des Provinzkommissars (heute ein Nationaldenkmal) neben dem Nyayo House und zog sich dann für den Tag ins Government House zurück. Es wurde von dem britischen Architekten Sir Herbert Baker entworfen.
Nach der Unabhängigkeit wurde das Government House in State House umbenannt. Obwohl es die offizielle Residenz des Staatsoberhauptes blieb, wurde es in der Praxis zu einem Verwaltungs- oder Betriebsbüro, das gelegentlich Staatsgäste beherbergt und Empfänge an Nationalfeiertagen durchführt. Dieses Szenario hat sich bis heute gehalten, wobei die Präsidenten Jomo Kenyatta und Daniel arap Moi private Residenzen dem Wohnen im State House vorzogen.